# Hemiaulax
Hemiaulax es un  género de coleópteros adéfagos de la familia Carabidae.

## Especies
Comprende las siguientes especies:
- Hemiaulax dentipennis (Bates, 1892)
- Hemiaulax himalayensis (Dellabeffa, 1931)